# Konzervativní lidová strana
Konzervativní lidová strana (dánsky Det Konservative Folkeparti, zkratka DKF, stranické písmeno C) je dánská středopravicová konzervativní politická strana. Od roku 2019 jí patří 13 křesel v dánském parlamentu.

## Historie a politická orientace
Vznikla v roce 1916. Za její předchůdkyni lze považovat konzervativní stranu Højre. V současné době se profiluje jako pravostředová strana. Její hlavní témata jsou podpora tržní ekonomiky, soukromého podnikání a nižšího zdanění. Zároveň ale podporuje udržení silného sociálního státu. Silný stát prosazuje tato strana také v oblasti obrany suverenity a národních zájmů.
Její elektorát se rekrutuje především z řad podnikatelů a obecně vyšší střední vrstvy.

## Předsedové strany
- Emil Piper (1916–1928)
- Charles Tvede (1928–1932)
- John Christmas Møller (1932–1939)
- Vilhelm Fibiger (1939–1948)
- Halfdan Hendriksen (1948–1957)
- Einar Foss (1957–1965)
- Knud Thestrup (1965–1972)
- Erik Haunstrup Clemmensen (1972–1974)
- Poul Schlüter 1974–1977)
- Ib Stetter (1977–1981)
- Poul Schlüter (1981–1993)
- Torben Rechendorff (1993–1995)
- Hans Engell (1995–1997)
- Per Stig Møller (1997–1998)
- Poul Andreassen (1998–2000)
- Bendt Bendtsen (2000–2008)
- Lene Espersen (2008–2011)
- Lars Barfoed (2011–2014)
- Søren Pape Poulsen (od 2014)